# اوکلند (آیووا)
اوکلند (به انگلیسی: Oakland) شهری در ایالت آیووا کشور ایالات متحده آمریکا است که جمعیت آن در سرشماری سال ۲۰۱۰ میلادی، ۱٬۵۲۷ نفر بوده‌است.